# Centre opérationnel d'urgence présidentiel
Le centre opérationnel d'urgence présidentiel (Presidential Emergency Operations Center ou PEOC) est une structure se situant dans le bunker de la Maison-Blanche, sous l'aile est. Il est équipé de moyens de communications et de protection pour permettre au président des États-Unis et à ses conseillers de gérer les situations de crise et de pouvoir rester en contact en toutes circonstances avec les autres entités gouvernementales, les centres de commandement militaire et les gouvernements étrangers. 
Cette structure ne doit pas être confondue avec la Situation Room, qui se trouve-t-elle dans un simple sous-sol de l'aile ouest de la Maison-Blanche, sous le bureau ovale. La Situation Room peut également servir à gérer les situations de crise, mais n'est pas « bunkérisée. »

## Histoire
À l'origine, le bunker fut construit lors de la reconstruction de l'aile est pour protéger le président Franklin D. Roosevelt et sa famille durant la Seconde Guerre mondiale. Ce bunker serait prévu pour résister à une attaque nucléaire. À côté se trouve l'Executive Briefing Room.    
Lors des attaques du 11 septembre 2001, le président George W. Bush se trouvait en déplacement en Floride. Mais le Secret Service évacua le vice-président Dick Cheney et son épouse, la conseillère nationale de sécurité Condoleezza Rice et d'autres conseillers de la Maison-Blanche vers le PEOC. 